# الوسبیوس ماندیچفسکی
الوسبیوس ماندیچفسکی (اوکراینی: Євсевій Мандичевський، آوانگاری: Yevsevii Mandychevskyi; ۱۸ اوت ۱۸۵۷ – ۱۳ اوت ۱۹۲۹) آهنگساز، و آرشیویست اهل رومانی بود.